# Dasymaschalon longiflorum
Dasymaschalon longiflorum là loài thực vật có hoa thuộc họ Na. Loài này được William Roxburgh mô tả khoa học đầu tiên năm 1820 dưới danh pháp Unona longiflora. Năm 1906 Achille Eugène Finet & François Gagnepain chuyển nó sang chi Dasymaschalon.
Loài này có ở Assam (Ấn Độ) và Bangladesh.